# Mademoiselle de Paris (chanson)
Pour les articles homonymes, voir Mademoiselle de Paris.

Mademoiselle de Paris est une chanson créée en 1948 par Jacqueline François.
Les paroles sont d'Henri Contet, et la musique de Paul Durand.
Ce classique des chansons de variété française a été chanté par de nombreux artistes, comme Georgette Lemaire sur son album Paris Jazz (2014).

## Coda
Elle court vers les Champs-Élysées

Et donne un peu de son déjeuner

Aux moineaux des Tuileries

Elle fredonne

Elle sourit

Et voilà Mademoiselle de Paris